# 구나촌
구나촌(久那村)은 사이타마현의 서부, 지치부군에 속했던 촌이다. 

## 역사
- 1876년 - 사이타마현에 소속되었다.
- 1879년 - 지치부군에 소속되었다.
- 1889년 4월 1일 - 정촌제 시행에 의해 지치부군 나카야마촌이 성립하였다.
- 1893년 1월 18일 - 나카먀마촌의 일부가 분립해 구나촌이 성립하였다.
- 1954년 11월 3일 - 지치부시에 편입해 오아자 구나는 지치부시에 상속되었다.

## 참고문헌
- 「角川日本地名大辞典」編纂委員会『角川日本地名大辞典 11 埼玉県』角川書店、1980年7月8日。ISBN 4040011104。

## 관련문헌
- 「久那村」『新編武蔵風土記稿』 巻ノ261秩父郡ノ11、内務省地理局、1884年6月。NDLJP:764014/8。